# Путилов, Павел Николаевич
Павел Николаевич Путилов (15 апреля 1854 — декабрь 1919) — русский военачальник, участник Русско-турецкой войны 1877—1878 годов и Русско-японской войны, генерал-лейтенант.

## Биография
Родился в дворянской семье в Санкт-Петербургской губернии. Образование получил в Нижегородском кадетском корпусе. Окончил 1-е военное Павловское училище по 1-му разряду (1874).
Подпоручик с 7 августа 1874 года. Служил в лейб-гвардии Гренадерском полку.
В составе полка принимал участие в русско-турецкой войне 1877—1878 гг. Закончил войну уже в чине поручика и командиром роты, а также кавалером четырёх орденов. Он также был награждён светло-бронзовой медалью за войну 1877—1878 годов и железным Румынским крестом.
В 1892 году получил чин полковника, в 1897 году был назначен командиром 17-го пехотного Архангелогородского Его Императорского Высочества Великого Князя Владимира Александровича полка.
С началом русско-японской войны 1904—1905 гг. был произведён в чин генерал-майора. Командовал 2-й бригадой (19-й и 20-й Восточно-Сибирские стрелковые полки) 5-й Восточно-Сибирской стрелковой дивизии. В октябре 1904 года в бою при реке Шахэ лично возглавил ночную штыковую атаку на закрепленную врагом безымянную сопку (так называемую «сопку с деревом»). В рукопашном бою позиция японцев была захвачена, в качестве трофеев русским досталось четырнадцать артиллерийских орудий с боекомплектом, отбито одно русское, ранее захваченное неприятелем. В боях получил контузию головы. По приказу Главнокомандующего Маньчжурской армией Западный отрог «Сопки с деревом», захваченный стрелками Путилова, «…постоянно находившегося в войсках в течение всего штурма и руководившего боем…», назван «Путиловской сопкой». 
В марте 1905 года был назначен начальником 4-й стрелковой бригады, в марте 1905 года был назначен командиром 1-й бригады 10-й Восточно-Сибирской стрелковой дивизии, в мае 1906 года был  назначен командиром 1-й бригады 6-й Восточно-Сибирской стрелковой дивизии, в октябре 1906 года был назначен командиром 2-й бригады 6-й Восточно-Сибирской стрелковой дивизии.
Занимая должность атамана 3-го отдела Забайкальского казачьего войска, провел инспекцию тюрем Нерчинской каторги. Путилову не понравилось, что в Зерентуйской тюрьме «каторжные, осужденные за государственные преступления, на хозяйственные работы не назначались и администрация к ним при разговорах, в отличие от общеуголовных арестантов, обращалась на «вы»; режим в этой тюрьме был ослаблен до крайности, в особенности при начальнике тюрьмы Покровском...: при нем камеры днем не запирались, и арестанты свободно ходили из камеры в камеру; у каторжных, осужденных за государственные преступления, существовала коммуна, и деньги поступали в общую кассу; телесные наказания совершенно не применялись, для заведывания библиотекой политические каторжные из своей среды избирали особое лицо и т. п.».
В августе 1911 года был уволен в отставку с мундиром и пенсией с производством в генерал-лейтенанты.
В 1914 году переехал в Кузнецк. Поселился на острове в районе нынешних Топольников в усадьбе, купленной у держателя паромных переправ П. П. Сычёва. Этот место жители Кузнецка стали называть островом Путилова или Путиловым островом. Во время беспорядков, устроенных мобилизованными в 1914 году, когда был разбит винный склад, верхом на лошади участвовал в усмирении зачинщиков.
С 20.08.1918 года был начальником гарнизона Кузнецка в составе Сибирской армии. В армии А. В. Колчака 28 июля 1919 года назначен уполномоченным командующего войсками Омского военного округа по охране государственного порядка и общественного спокойствия в Кузнецком районе.
Был убит в начале декабре 1919 года в Кузнецке партизанами отряда И. Е. Толмачёва (выведенный раздетым на мороз, был привязан между плах и распилен пилой заживо на части). По другим данным, был расстрелян на территории Кузнецкого тюремного замка). После ухода партизан из города был похоронен на Старом Кузнецком кладбище (могила не сохранилась).

## Семья
Женился, когда ему было уже за тридцать лет, на дочери коллежского советника Григория Цыкина  Валентине. 13 января 1887 года у них родилась единственная дочь Мария. Семейные отношения с Валентиной Григорьевной не сложились и они расстались, официального развода не было. Затем фактической женой Павла Николаевича стала Прасковья Александровна, которая служила сестрой милосердия в полевом госпитале. 

## Память
6 июля 2003 года в день города Новокузнецка на территории музея-заповедника «Кузнецкая крепость»  был установлен памятник П. Н. Путилову. Он был отлит из гипса по проекту скульптора Е. Е. Потехина и покрашен медной краской. В июне 2004 года к 150-летию со дня рождения генерала из-за низкой устойчивости к неблагоприятным погодным условиям гипсовый памятник был заменён на чугунный, изготовленный в литейном цехе Западно-Сибирского металлургического комбината формовщиком С. В. Никоненко (начальник цеха В. И. Чичиков).

## Награды
- орден Святой Анны 4-й степени с надписью «За храбрость»
- орден Святого Станислава 3-й степени с мечами и бантом
- орден Святого Владимира 4-й степени с мечами и бантом
- орден Святой Анны 3-й степени с мечами и бантом
- орден Святого Станислава 2-й степени
- орден Святой Анны 2-й степени
- орден Святого Владимира 3-й степени
- орден Святого Станислава 1-й степени с мечами (26.11.1904)
- орден Святого Георгия 4-й степени (16.11.1905)
- орден Святой Анны 1-й степени с мечами,
- орден Святого Владимира 2-й степени,
- светло-бронзовая медаль «В память русско-турецкой войны 1877—1878»,
- Крест «За переход через Дунай»